# Jiang Haiqi
Pour les articles homonymes, voir Jiang.
 (novembre 2023).
Si vous disposez d'ouvrages ou d'articles de référence ou si vous connaissez des sites web de qualité traitant du thème abordé ici, merci de compléter l'article en donnant les références utiles à sa vérifiabilité et en les liant à la section « Notes et références ».
Jiang Haiqi, né le 17 janvier 1992 à Shanghai, est un nageur chinois, spécialiste des épreuves de nage libre.

## Palmarès

### Jeux olympiques
- Jeux olympiques de 2012 à Londres ( Royaume-Uni)  :
  -  Médaille de bronze au titre du relais 4 × 200 m nage libre.

### Jeux asiatiques
- Jeux asiatiques de 2010 à Canton ( Chine)  :
  -  Médaille d'or au titre du relais 4 × 100 m nage libre.
  -  Médaille d'or au titre du relais 4 × 200 m nage libre.